# François Philidor

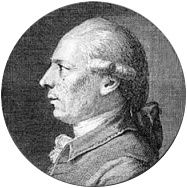
François André Danican Philidor

François-André Danican Philidor (Dreux, 7 september 1726 – Londen, 31 augustus 1795) was een Franse schaker, musicus en componist. Als schaker was hij veruit de sterkste van zijn tijd.

## Biografie
Philidor werd geboren in het Franse Dreux. Hij was zoon van een musicus en musiceerde ook zelf. Hij studeerde rechten en was in zijn tijd een van de toonaangevende opera-componisten in Frankrijk. 
In 1745 kwam hij als 19-jarige op verzoek van de Italiaanse musicus Lanza naar Nederland. Hij zou er meewerken aan een aantal concerten, welke Lanza met zijn als harpspeelster bewonderde 13-jarige dochter en de violist Geminiani zou geven. Van dit plan kwam niks terecht door het overlijden van Lanza. Philidor ging toen om aan de kost te komen dammen in de Rotterdamse en Amsterdamse koffiehuizen. Later vestigde hij zich in Den Haag en schaakte daar met de Engelse officieren van het garnizoen. In Rotterdam verdiepte hij zich verder in het schaakspel. 
In 1746 ging Philidor naar Londen en reisde in de jaren daarop regelmatig rond in de West-Europese landen. Philidor overleed in 1795 op 68-jarige leeftijd te Londen. 

## Schaker
Hij was de eerste schaakmeester die het belang van de pionnen inzag. Hij geloofde dat een sterk pionnenfront het middenspel besliste. In zijn boek Analyse du Jeu des Echecs toonde hij de sterke en ook de zwakke kant van de pionnen, nadat eerst de stukken ontwikkeld waren. Hij benadrukte de waarde van een geïsoleerde pion, van een dubbelpion en van een achtergebleven pion. Voordien waren die begrippen nog min of meer onbekend in de schaakwereld.
Hij blijft tevens bekend door de opening die naar hem vernoemd is, de Philidorverdediging:
1.e4 e5
2.Pf3 d6
Er zijn maar weinig partijen van Philidor bekend.
Diverse schaakverenigingen in Nederland, waaronder de Koninklijke Schaakclub Philidor 1847 in Leeuwarden, zijn naar hem genoemd.

## Composities

### Werken voor orkest
- Ouverture tot de opera "Le sorcier"
- Ouverture tot de opera "Tom Jones"
- Ouverture tot de opera "Le maréchal ferrant" (Symfonie nr. 27 in G groot)
  1. Allegro
  2. Andante con spirito
  3. Presto

### Missen en gewijde muziek
- Carmen sæculare, oratorium voor sopraan, mezzosopraan, tenor, bas, gemengd koor en orkest - teksten: naar het gelijknamig gedicht en andere gezangen van Horatius, gecomponeerd op aanbeveel van de geleerde Giuseppe Baretti
  1. Ouverture
  2. Prologus: Odi profanum vulgus
  3. Prima pars (deel I): Admonet poëta pueros ac puellas ut carmina bene rcitent
    1. Spiritum Phoebus mihi
    2. Deliae tutela Deae fugaces
    3. Nupta iam dices

  4. Hymnus ad Apollinem - Secunda pars (deel II): Rogat Apollinem chorus uterque, ut sæculare carmen probet et tueatur
    1. Dive, quem proles Niobea magnae
    2. Ceteris maior, tibi miles impar
    3. Ille, mordaci velu icta ferro
    4. Ni tuis flexus Venerisque gratae
    5. Doctor argutae fidicen Thaliae

  5. Tertia pars (deel III): Hortantur se multi Pueri et Puellæ ad celebrandas Apollinis et Dianæ laudes
    1. Dianam tenerae dicite virgines
    2. Vos laetam fluviis et nemorum coma
    3. Hic bellum lacrimosum

  6. Parts Quarta (deel IV): Preces pro imperii et imperatoris incolumitate
    1. Phoebe silvarumque potens Diana
    2. Alme Sol, curru nitido diem
    3. Rite maturos aperire partus
    4. Certus undenos decies per annos
    5. Vosque veraces cecinisse, Parcae
    6. Fertilis frugum pecorisque Tellus
    7. Conditio mitis placidusque
    8. Roma si vestrum est opus
    9. Di probos mores docili iuventae
    10. Quaeque vos bobus veneratur albis
    11. Iam mari terraque manus potentes
    12. Iam Fides et Pax et Honos Pudorque
    13. Augur et fulgente decorus arcu
    14. Quaeque Aventinum tenet Algidumque
    15. Haec Iovem sentire Deosque cunctos
- Lauda Jerusalem, motet voor gemengd koor en orkest

### Muziektheater

#### Opera's
| Voltooid in | titel | aktes                     | première | libretto |
| ----------- | --- | ------------------------- | --- | --- |
| 1756        | Le Diable à quatre, ou La double métamorphose; samen met: Jean-Louis Laruette                                                                                 | 3 aktes                   | 19 augustus 1756, Parijs, Théâtre de la Foire St Laurent | Michel-Jean Sedaine |
| 1759        | Blaise le savetier; ook bekend als: The Landlord outwitted or The Cobler's wife                                                                               | 1 akte                    | 9 maart 1759, Parijs, Foire St Germain | Michel-Jean Sedaine naar Jean de La Fontaine |
| 1759        | L'Huître et les plaideurs, ou Le tribunal de la chicane | 1 akte                    | 17 september 1759, Parijs, Théâtre de la Foire St Laurent | Michel-Jean Sedaine |
| 1760        | Le Quiproquo, ou Le volage fixé | 1 akte                    | 6 maart 1760, Parijs, Comédie-Italienne Bourgogne | Moustou |
| 1760        | Le Soldat magicien | 1 akte                    | 14 augustus 1760, Parijs, Théâtre de la Foire St Laurent | Louis Anseaume |
| 1760-1761   | Le Jardinier et son seigneur | 1 akte                    | 18 februari 1761, Parijs, Foire St Germain | Michel-Jean Sedaine |
| 1761        | Le maréchal ferrant | 2 aktes                   | 22 augustus 1761, Parijs, Théâtre de la Foire St Laurent | Antoine François Quétant |
| 1762        | Sancho Pança dans son isle | 1 akte                    | 8 juli 1762, Parijs, Comédie-Italienne | Antoine Alexandre Henry Poinsinet naar Miguel de Cervantes Saavedra, "Don Quichot van La Mancha" (1605)                                           |
| 1762-1763   | Le Bûcheron, ou Les trois souhaits | 1 akte                    | 28 februari 1763, Parijs, Comédie-Italienne Bourgogne | Guichard en N. Castet |
| 1763        | Les Fêtes de la paix | 1 akte                    | 4 juli 1763, Parijs, Comédie-Italienne | Charles-Simon Favart |
| 1763        | Le Sorcier | 2 aktes                   | 2 januari 1764, Parijs, Comédie-Italienne Bourgogne | Antoine Alexandre Henry Poinsinet |
| 1764        | Tom Jones | 1 akte; rev. 3 aktes      | 17 februari 1765, Parijs, Comédie-Italienne Bourgogne; gereviseerde versie: 30 januari 1766, Parijs, Comédie-Italienne Bourgogne                                      | Antoine Alexandre Henry Poinsinet, naar H. Fielding, gereviseerd door Michel-Jean Sedaine                                                         |
| 1765        | Le Tonnelier; samen met: Charles-Guillaume Alexandre, Giovanni Ciampalanti, François-Joseph Gossec, Václav Josef Kohaut, Johann Schobert en Jean-Claude Trial | 1 akte                    | 16 maart 1765, Parijs, Comédie-Italienne Bourgogne | Nicolas-Médard Audinot en Antoine-François Quétant naar «Le Cuvier» van Jean de La Fontaine                                                       |
| 1767        | Ernelinde, princesse de Norvège; gereviseerde versie als: Sandomir, prince de Dannemarck, 2e rev.: Ernelinde                                                  | 3 aktes, 2e rev.: 5 aktes | 24 november 1767, Parijs, Académie Royale de Musique; gereviseerde versie: 24 januari 1769, Parijs, Académie Royale de Musique; 2e rev.: 11 december 1773, Versailles | Antoine Alexandre Henry Poinsinet naar "La fede tradita, e vendicata" van F. Silvani                                                              |
| 1768        | Le Jardinier de Sidon | 2 aktes                   | 18 juli 1768, Parijs, Comédie-Italienne Bourgogne | Roger-Timothée Régnard de Pleinchesne naar Pietro Metastasio, "Il re pastore"                                                                     |
| 1769        | L'Amant dégiusé, ou Le jardinier supposé | 1 akte                    | 2 september 1769, Parijs, Comédie-Italienne Bourgogne | Charles-Simon Favart en C.-H. Voisenen |
| 1769        | La Rosière de Salency; samen met: Adolfe Benoît Blaise, Egidio Romualdo Duni, Pierre-Alexandre Monsigny en Gottfried Freiherr van Swieten                     | 3 aktes                   | 25 oktober 1769, Fontainebleau | Charles-Simon Favart |
| 1769        | La Nouvelles École des femmes | 3 aktes                   | 22 januari 1770, Parijs, Comédie-Italienne Bourgogne | Alexandre Guillaume Mouslier de Moissy |
| 1772        | Le Bon Fils | 1 akte                    | 11 januari 1773, Parijs, Comédie-Italienne Bourgogne | François Antoine Devaux en G. - A. Lemonnier |
| 1773        | Zémire et Mélide (Mélide, ou Le navigateur) | 2 aktes                   | 30 oktober 1773, Fontainebleau; een versie met 3 aktes was gepland voor de uitvoering in de Académie Royale de Musique                                                | Charles George Fenouillet de Falbaire |
| 1774        | Berthe; samen met: H. Botson, François-Joseph Gossec en Ignace Vitzthumb                                                                                      | 3 aktes                   | 18 januari 1775, Brussel, Koninklijke Muntschouwburg | Roger-Timothée Régnard de Pleinchesne naar Claude-Joseph Dorat «Les deux reines ou Adélaide de Hongrie» en Adénès Li Rois «Berthe aus grans piés» |
| 1775        | Les Femmes vengées, ou Les feintes infidélités | 1 akte                    | 20 maart 1775, Parijs, Comédie-Italienne Bourgogne | Michel-Jean Sedaine |
| 1779        | Protogène | onvoltooid                | | Michel-Jean Sedaine |
| 1780        | Persée | 3 aktes                   | 27 oktober 1780, Parijs, Académie Royale de Musique | Jean François Marmontel naar Philippe Quinault |
| 1785        | Thémistocle | 3 aktes                   | 13 oktober 1785, Fontainebleau | Etienne Morel de Chédeville |
| 1785        | L'Amitié au village |                           | 18 oktober 1785, Fontainebleau | Desforges pseudoniem van: Pierre-Jean-Baptiste Choudard                                                                                           |
| 1787        | La Belle Esclave, ou Valcour et Zéïla | 1 akte                    | 18 september 1787, Théâtre du Comte de Beaujolais | Antoine Jean Dumaniant |
| 1788        | Le Mari comme il les faudrait tous, ou La nouvelle école des maris                                                                                            | 1 akte                    | 12 november 1788, Théâtre du Comte de Beaujolais | de Senne |
| 1795        | Bélisaire; samen met: Henri Montan Berton (3e akte) | 3 aktes                   | 3 oktober 1796, Parijs, Opéra-Comique | Bertin d'Antilly naar Jean François Marmontel |